# Providence Park
Providence Park (anteriormente PGE Park, Civic Stadium y Jeld-Wen Field) es un estadio deportivo de la ciudad de Portland, Oregón (Estados Unidos) y cuenta con una capacidad de 25 218 espectadores. Se inauguró en 1926 y fue sometido a importante renovaciones en 2001 y 2010. Originalmente llevaba el nombre Estadio Cívico Multnomah, en referencia el club amateur que lo utilizaba. A diferencia de la mayoría de los estadios de fútbol de Estados Unidos, el Providence Park tiene césped sintético FieldTurf.
Actualmente ejercen de local en este estadio el Portland Timbers, club de fútbol de la Major League Soccer; Portland Thorns FC de la National Women's Soccer League de fútbol femenino, y el equipo de fútbol americano de la Universidad Estatal de Portland, los Portland State Vikings. 
Anteriormente, en Providence Park jugaron los Portland Beavers de béisbol de ligas menores (1956–2010) y los Oregon Ducks de fútbol americano universitario (1894-1970).
En el estadio se han disputado numerosos partidos de fútbol profesional. Allí se jugó el Soccer Bowl 1977, final de la NASL y último partido oficial del futbolista brasilero Pelé. En 2014 se jugó el Juego de las Estrellas de la Major League Soccer  entre la selección de la MLS y el Bayern Múnich. En 2013 el estadio albergó dos partidos de la Copa de Oro de la Concacaf.
En la Copa Mundial Femenina de Fútbol de 1999 se jugaron allí cuatro partidos de la fase de grupos. En la edición 2003 se disputaron seis partidos, destacándose dos semifinales.
Por otra parte, en 1957 actuó allí el músico de rock Elvis Presley ante unas 14 000 personas.